# Polyptychoides politzari
Polyptychoides politzari là một loài bướm đêm thuộc họ Sphingidae. Nó được tìm thấy ở Meru Forest in Kenya.